# Hugh Hudson
Hugh Hudson, född 25 augusti 1936 i London, död 10 februari 2023 i London, var en brittisk filmregissör. Hudson är mest känd för den flerfaldigt Oscarsbelönade Triumfens ögonblick (1981).
Hudson började sin karriär som reklamfilmare. Han gjorde 1973–1975 filmen Fangio om Juan Manuel Fangio och var sedan regissör (second unit) för Midnight Express (1978). David Puttnam var producent och engagerade sedan Hudson som regissör för Triumfens ögonblick 1979. Filmen blev en stor framgång och mottog fyra Oscarsstatyetter, bland annat för bästa film. Hudson nominerades för bästa regi. Hans nästa film blev Greystoke: Legenden om Tarzan, apornas konung (1984) som mottog fyra Oscarsnomineringar. Filmen Revolution (1985) blev däremot en kritikerflopp och ekonomiskt fiasko. Filmen Lost Angels (1989) nominerades till Guldpalmen.